# Gmina Seget
Gmina Seget (chorw. Općina Seget) – gmina w Chorwacji, w żupanii splicko-dalmatyńskiej. W 2011 roku liczyła 4854 mieszkańców.

## Miejscowości
Gmina składa się z następujących miejscowości:
- Bristivica
- Ljubitovica
- Prapatnica
- Seget Donji
- Seget Gornji
- Seget Vranjica